# 基里巴斯历史
至少在700年前，今基里巴斯共和国岛上就有人类居住。最早的基里巴斯岛上为密克罗尼西亚人，他们至今仍占大多数人口。

## 史前
至少在2000年前，密克罗尼西亚人已经开始在基里巴斯岛上居住。在大约前3000年至1300年，吉尔伯特人在吉尔伯特岛上居住。之后，有着波利尼西亚元素的萨摩亚人，汤加人以及美拉尼西亚元素的斐济人进入此地。但是不同种族之间的大量通婚使得基里巴斯文化显得不太差异。

## 早期接触
1606年，佩德罗·费尔南德斯远望了基里巴斯岛。1764年，约翰·拜伦在他的环球航行中路过基里巴斯岛。1788年，船长托马斯·吉尔伯特和另一个船长约翰·马绍尔路过此地，他们并没有尝试登岸。

## 进一步探索
1820年，此岛被命名为吉尔伯特岛。1828年和1838年，美国的休斯敦船长访问了基里巴斯岛。

## 殖民时期
19世纪，捕鲸船、奴隶贸易和商业活动在基里巴斯大量出现。这个导致了与当地部族的冲突和欧洲疾病的引入。1892年，吉尔伯特岛与邻近的埃利斯群岛（今图瓦卢）成为英国的保护地。1916年，此地与范宁岛、华盛顿岛整合成为英属吉尔伯特和埃利斯群岛。这个是为英属西太平洋领土一部分。

## 第二次世界大战
在第二次世界大战中，日本帝国占领了一部分岛屿，形成了岛屿链防御。1943年11月20日，盟军在吉尔伯特岛与日军进行血腥的太平洋战役。

## 前途自决
20世纪60年代，英国让岛上的自治政府扩大权力。1975年，埃利斯群岛分离形成独立国家图瓦卢。1977年，吉尔伯特岛获得内部自治。

## 独立
1979年7月12日，最终以基里巴斯的国名获得独立。